# Sténose des narines

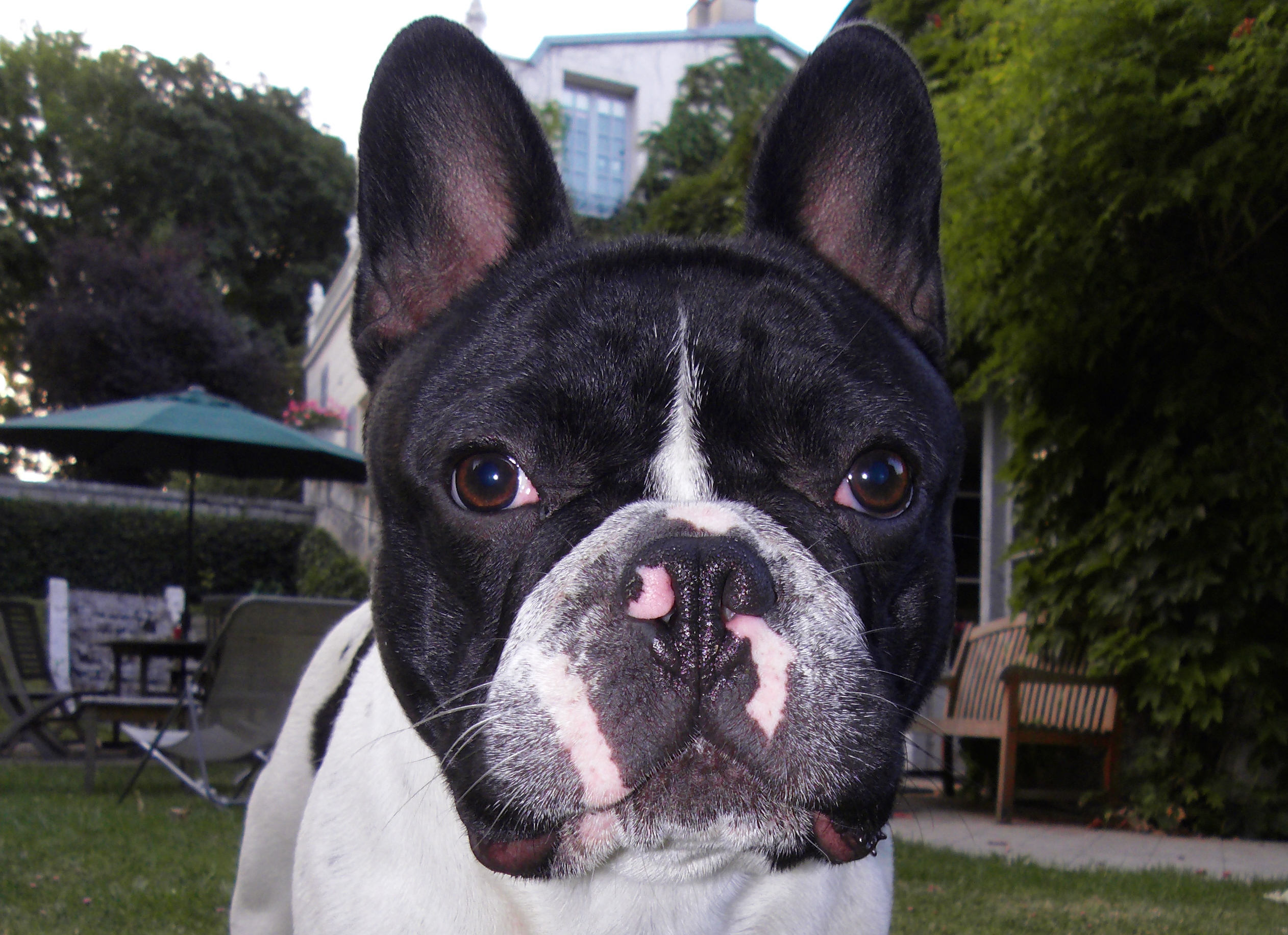
Bouledogue français avec sténose des narines.

La sténose des narines est la configuration des narines propre au syndrome brachycéphale affectant de manière congénitale des chiens à museau court, particulièrement le Boxer, le Bulldog anglais, le Bouledogue français, le King Charles Spaniel, le Carlin, le Terrier de Boston, le Shih tzu, le Lhassa Apso, etc. Pincées ou étroites, les narines sténosées rendent la respiration plus difficile et provoquent des reniflements et des ronflements. 
Les vétérinaires peuvent réaliser une intervention chirurgicale simple dans le but d'élargir les narines, souvent en même temps qu'une stérilisation.
Les narines sténosées, le palais mou allongé et les saccules laryngés éversés sont des composants du syndrome d'obstruction des voies respiratoires brachycéphale.

## Traitement
Plusieurs techniques correctives par résection existent :
- Amputation de l'aile de la truffe
- Résection au poinçon
- Coin vertical
- Coin horizontal
- Alapexie
- Ablation au laser - La réparation au laser CO 2 des narines sténosées est sans effusion de sang, permettant une vision claire du champ opératoire et des incisions chirurgicales plus précises[1]